# Belfast International Airport
Belfast International Airport (IATA: BFS, ICAO: EGAA) er en international lufthavn beliggende ca. 21 km. nordvest for Belfast i Nordirland. Den er ligeledes kendt som Aldergrove, efter den landsby, der ligger umiddelbart vest for lufthavnen. Henimod 5,9 mio. passagerer brugte lufthavnen i 2023. 
Lufthavnen blev opført i 1917 og skulle oprindeligt fungere som træningsbase for det britiske luftvåben Royal Flying Corps under 1. verdenskrig.
Blandt selskaberne, der betjener lufthavnen er easyJet, Aer Lingus og jet2.com.